# Beni Chebana
Beni Chebana là một đô thị thuộc tỉnh Sétif, Algérie. Dân số thời điểm năm 2002 là 15.534 người.